# Lijst van burgemeesters van Maasland
Dit is een lijst van burgemeesters van de voormalige Nederlandse gemeente Maasland tot die op 1 januari 2004 fuseerde met de gemeente Schipluiden tot de nieuwe gemeente Midden-Delfland.
| Ambtsperiode | Naam burgemeester                                   | Leven     | Partij of stroming | Bijzonderheden |
| ------------ | --------------------------------------------------- | --------- | ------------------ | --- |
| ??           | Petrus Coenraad de Coningh                          | 1760-1826 |                    | schout, burgemeester en secretaris |
| 18?? - 1850? | Coenraad van Vrijberghe de Coningh                  | 1788-1860 |                    | burgemeester en secretaris, zoon van voorgaande |
| 1850 - 1864  | Arend Noordam                                       |           |                    | |
| 1864 - 1870  | Adrianus (A.) van Heel                              | 1816-1870 |                    | was eerder secretaris-generaal van het ministerie van Eredienst, ovl. 6 nov 1870, vader van Johannes Manuel van Heel                                                   |
| 1870 - 1872  | Jhr. Jan Adriaan Gijsbert (J.A.G.) Ploos van Amstel | 1843-1894 |                    | Van 1875 tot 1889 burgemeester van Wanneperveen |
| 1872 - 1875  | Philippus (P.) Verhagen Metman                      | 1836-1908 |                    | Aansluitend tot zijn dood burgemeester van Rijswijk. |
| 1875 - 1886  | J.B. Nederveen                                      |           |                    | |
| 1886 - 1914  | Johannes Manuel (J.M.) van Heel                     | 1849-1925 |                    | zoon van Adrianus van Heel |
| 1914 - 1931  | M. van der Lelij                                    |           |                    | |
| 1931 - 1950  | H.L. du Boeuff                                      | 1903-1976 | CHU                | werd burgemeester van Oegstgeest |
| 1950 - 1972  | Frits (F.J.) Groot Enzerink                         | 1907-1975 | CHU                | |
| 1972 - 1982  | Jacob (J.) van den Brink                            | 1937-1989 | CHU / CDA          | |
| 1982 - 1990  | Mieke (W.H.J.) Bloemendaal-Lindhout                 | *1947     | D66                | werd burgemeester van Culemborg |
| 1990 - 1991  | Jaap (J.L.) Bax                                     | 1926-2017 | PvdA               | waarnemend. |
| 1991 - 2000  | Mary (M.M.) Kokxhoorn-Papenhove                     | *1944     | CDA                | was eerder lid van provinciale staten van Zuid-Holland |
| 2000 - 2002  | Loudi (L.E.) Stolker-Nanninga                       | *1946     | PvdA               | waarnemend, was eerder gedeputeerde van de provincie Zuid-Holland |
| 2002 - 2003  | Hajé (H.J.) Schartman                               | 1937-2008 | CDA                | waarnemend, was eerder burgemeester van Nootdorp |
| 2003 - 2004  | John (J.) de Prieëlle                               | *1944     | CDA                | waarnemend, was eerder burgemeester van Pijnacker, tevens waarnemend burgemeester van Schipluiden, werd waarnemend burgemeester van de nieuwe gemeente Midden-Delfland |